# 西本淑子
西本 淑子（にしもと よしこ、9月7日 - ）は、日本のラジオパーソナリティ、料理研究家。

## 来歴
大阪府生まれ、東京都育ち。詳しい最終学歴未詳、愛称はヨッシー。
学生時代からタレント活動を開始し、1981年当時の女子大生ブームブームの流れに乗り、テレビ番組の番組リポーターやビデオジョッキーを担当。その後、「音楽が好きだからラジオをやりたい」と思い、1980年台後半の独立系民間FM局新規開局ブーム当時、主な活動をラジオパーソナリティにシフトし、FM放送局のラジオ番組のパーソナリティを務めている。また、絵本読み聞かせ教室の講師や、イベントの司会なども多く務める。所属事務所は以前は、ネットエージェンシー、2016年時点はライトハウスと業務提携。趣味は料理、スキューバダイビング、旅行。

## 人物

### 食関連
料理好きでも有名で、ル・コルドン・ブルーとエコール・ル ノートルの東京とパリのスクールに通い料理を学習。東京や山梨県で料理講師を務めるほか、フードアナリスト、フードコーディネーター、ベジタブル&フルーツマイスター、食品衛生責任者といった食品関連の資格も取得している。
また、『SOUND SPEC.』（FM-FUJI）に出演していた時に、自らマイクの前で料理を披露する『YOSHIKO'S KITCHEN』のコーナーを担当した。現在も、料理関連のイベントに講師などで出演することもしばしばある。

## 出演番組

### 現在

#### ラジオ
- LOVE OUR BAY（bayfm、2003年4月 - ）
- On the road（CROSS FM、2016年10月1日-）

### 過去

#### テレビ
- 火曜サスペンス劇場『眠れぬ夜のために』（日本テレビ、1991年10月29日） - DJ西本淑子（本人）役（bayfmが取材協力）
- ANNニュース（テレビ朝日、1984年 - 1985年） - リポーター
- ゴルフ19倶楽部（テレビ東京、1990年 - 1992年） - 司会
- おしゃべりトマト（テレビ神奈川、1986年10月 - 1988年3月）- 金曜キャスター

#### ラジオ
文化放送
- 大野勢太郎のおはようラジオ1134[2]

RFラジオ日本
- 恋するスタジオ ザ・ポップ[2]

FMヨコハマ
- RICK DEES WEEKLY TOP 40 （1984年 - 1989年）
- otonanoラジオ （2017年7月3日 - 2019年9月30日）

bayfm
- OCEAN EXPRESS （1989年 - 1993年）
- オール電リク TOKYO BAY LINE 7300 （1993年 - 1996年） - 木曜日担当
- 博全社 Precious Story （2015年3月終了）
- 特番など

FM FUJI
- FMトワイライト・タイム （1988年 - 1992年）※当時JFN加盟
- SOUND SPEC. （1996年10月 - 2001年3月）
- POWER STUDIO FROM FUJI （2001年4月 - 2008年3月）
- RADIO-izm（1997年1月17日、金曜日DJ宅麻仁到着までのつなぎとして16:00 - 16:45まで出演）
- SWEETS CAFE（2009年4月 - 2013年9月）
- Beautilicious Cafe （2014年10月 - 2016年6月）
- 特番など

NACK5
- GO-GO! LIVEHOUSE （1999年 - 2003年）
- 昼ワイド、特番など

その他、TOKYO FM・JFN系特番など

## その他

### イベント
- 働く女性のためのトークショー（朝日新聞社主催）司会

### 講師
- 日本デザイナー芸術学院 - 仙台校、名古屋校特別講師
- 東京スクールオブミュージック専門学校 - 教育顧問
- 山梨学院大学商学部特別講師(2005年 - 2006年、2008年)